# Primo caposquadra
Primo caposquadra era un grado della Milizia Volontaria per la Sicurezza Nazionale, corrispondente al sergente maggiore del Regio Esercito, al secondo capo della Regia Marina e della Regia Aeronautica e al brigadiere dell'Arma dei Carabinieri.

Distintivo di grado per primo caposquadra

Nel 1944, a seguito della proclamazione della Repubblica Sociale Italiana, il Partito Fascista Repubblicano (P.F.R.) si trasformò in organismo di tipo militare costituendo il "Corpo Ausiliario delle Squadre d'Azione delle Camicie Nere", organizzato su base provinciale nelle Brigate Nere, identificando formalmente i suoi iscritti con il termine "camicie nere" (D. Lgs. n. 446/1944-XXII della R.S.I.).
Il grado era superiore a caposquadra e inferiore ad aiutante.